# El Bacarot
El Bacarot es una entidad singular de población y núcleo de población del municipio español de Alicante. Está situada a 72 metros de altitud, en la carretera que une Alicante con Elche, al sur de Vallonga y entre Alicante y el municipio de Elche.

## Descripción general
Las teorías sobre el origen del nombre de la pedanía apuntan, bien a que Bacarot derivaría del íbero Bagarot (significante “lugar repleto de cereales para la criba”), o bien del árabe Bakura (significante “fruta temprana”).
La población está atravesada por cuevas que sirvieron de refugio en la Guerra Civil Española y barrancos como los del Águila, del Negre, de las Ovejas, del Poblet y de la Sega. 
Es una zona con pasado agrícola y ganadero que se ha ido perdiendo. Sin embargo, todas las calles de Bacarot tienen nombres de flores.

## Población
Más o menos, la mitad de la población vive diseminada. En el año 2022, Bacarot tiene un total de 475 habitantes distribuidos de la siguiente manera:
- El Bacarot, 202
- Los Picapiedra, 18
- Diseminado, 255

| Año  | Hombres | Mujeres | Población total |
| 2022 | 253     | 222     | 475             |
| 2021 | 240     | 218     | 458             |
| 2020 | 204     | 205     | 387             |
| 2019 | 202     | 182     | 384             |
| 2018 | 208     | 181     | 389             |
| 2017 | 205     | 180     | 385             |
| 2016 | 201     | 173     | 374             |
| 2015 | 203     | 172     | 375             |
| 2014 | 204     | 177     | 381             |
| 2013 | 208     | 181     | 389             |
| 2012 | 214     | 198     | 412             |
| 2011 | 212     | 194     | 406             |
| 2010 | 206     | 201     | 407             |
| 2009 | 217     | 218     | 435             |
| 2008 | 210     | 214     | 424             |
| 2007 | 210     | 206     | 416             |
| 2006 | 210     | 205     | 415             |
| 2005 | 216     | 210     | 426             |
| 2004 | 225     | 217     | 442             |
| 2003 | 231     | 214     | 445             |
| 2002 | 238     | 214     | 452             |
| 2001 | 210     | 196     | 406             |
| 2000 | 198     | 192     | 390             |